# Sarah Robles
Sarah Elizabeth Robles (San Diego, 1 de agosto de 1988) es una deportista estadounidense que compite en halterofilia.
Participó en dos Juegos Olímpicos de Verano, obteniendo dos medallas de bronce, en Río de Janeiro 2016 (categoría de +75 kg) y en Tokio 2020 (categoría de +87 kg). Ganó una medalla de oro en el 2017, en la categoría de +90 kg.

## Palmarés internacional
| Juegos Olímpicos   | Juegos Olímpicos         | Juegos Olímpicos  | Juegos Olímpicos |
| Año                | Lugar                    | Medalla           | Categoría        |
| ------------------ | ------------------------ | ----------------- | ---------------- |
| 2016               | Río de Janeiro (Brasil)  | Medalla de bronce | +75 kg           |
| 2020               | Tokio (Japón)            | Medalla de bronce | +87 kg           |
| Campeonato Mundial |                          |                   |                  |
| Año                | Lugar                    | Medalla           | Categoría        |
| 2017               | Anaheim (Estados Unidos) | Medalla de oro    | +90 kg           |